# Suceava
Suceava [suˈt͜ʃe̯ava] (deutsch Suczawa, ungarisch Szucsáva [ˈsut͜ʃaːvɒ], ukrainisch Сучава Sutschawa, polnisch Suczawa [suˈt͜ʃava], jiddisch:שאָץ Schotz) ist ein Munizipium und die Hauptstadt des Kreises Suceava in der historischen Landschaften Bukowina und der Westmoldau im Nordosten Rumäniens. Es ist die bevölkerungsreichste Stadt in der südlichen Bukowina und im Kreis Suceava. Angesichts der ethnischen Vielfalt der Stadt während der österreichischen Verwaltung betrachtete Rudolf Gassauer die Stadt als ein „Miniatur-Österreich“.
Alte deutsche Bezeichnungen des Ortes sind Sutschawa, Sotschen und Sedschopff.

## Name
Der moldauische Wissenschaftler Dimitrie Cantemir führt in seinem lateinischsprachigen Werk Descriptio Moldavie von 1714 den Namen auf das ungarische Szűcsvár, mit der Bedeutung „Burg/Stadt der Kürschner“. Dabei bezog er sich wahrscheinlich auf die 50 Jahre alte Arbeit eines weiteren Moldauer, dem Chronisten Grigore Ureche. Dieser sprach in seinem unvollendeten Werk Letopisețul țărâi Moldovei, de când s-au descălecat țara și de cursul anilor și de viiața domnilor carea scrie de la Dragoș vodă până la Aron vodă („Chronik Moldaus, vom Ausbau des Landes im Zeitraum des Fürsten Dragos bis zum Fürsten Aaron“) die Gründung der Stadt Suceava den ungarischen Kürschnern zu und gab den magyarischen Namen mit Szűcsség wieder. Szűcs („Kürschner“) wurde demnach rumänisch abgeleitet zu Suci und mit der bulgarisch-rumänischen Endung –eavă versehen, was der ungarischen Endung -ség entspricht. Ins Deutsche bedeutet dies frei übersetzt „Kürschner-Heim“.

## Geographische Lage
Suceava liegt im Nordosten von Rumänien und in der Südhälfte der Bukowina, nordwestlich der historischen Region Westmoldau. Am gleichnamigen Fluss Suceava befindet sich die Stadt an einem Knotenpunkt mehrerer Bahnstrecken wie Suceava–Gura Humorului, Tscherniwzi–Suceava und Suceava–Roman, sowie an den Europastraßen E 58 und der E 85. Nahe der Stadt befindet sich in dem ländlich geprägten Ort Salcea der Flughafen Ștefan cel Mare. Suceava hat zwei Bahnhöfe, Suceava Burdujeni und den Bahnhof im Stadtteil Ițcani, Suceava Nord.

## Geschichte
Suceava wurde im 14. Jahrhundert erstmals erwähnt. Von 1388 bis 1566 war es die Hauptstadt des Fürstentums Moldau, ab 1401 Sitz des Metropoliten des Fürstentums. In der Stadt fand das Magdeburger Recht Anwendung. Auch die Siebenbürger Sachsen trugen im Mittelalter zur Gründung der Stadt Suceava bei.
Suceava ist eine der bedeutendsten historischen Städte Rumäniens und war im Mittelalter die dritte Hauptstadt des Fürstentums Moldau nach Baia und Siret.
1774/1775–1918 gehörte die Stadt, als Teil der Bukowina, zur Habsburgermonarchie bzw. ab 1867 zu Österreich-Ungarn, ab November 1918 dann zum Königreich Rumänien. Im Jahr 1787, im Kontext der Josephinischen Kolonisation, ließen sich einige ethnische Deutsche in Ițcani (deutsch Itzkany), heute ein Stadtteil von Suceava, nieder.
Im Zensus 1930, als der Anteil der deutschsprachigen Bevölkerung zu Gunsten der rumänischsprachigen bereits gefallen war, gaben von den rund 17.000 Einwohnern der Stadt 60,2 % Rumänisch, 16,7 % Deutsch (Bukowinadeutsche), 15,4 % Jiddisch, 3,7 % Ukrainisch und 2,0 % Polnisch als Muttersprache an. Bei der Volkszählung des Königreichs Rumänien im Jahr 1941 bestand die Bevölkerung der Stadt aus: 8.823 Rumänen, 709 Bukowinadeutsche und 23 Magyaren, zusammen mit anderen ethnischen Gruppen, die unter der Überschrift „Sonstige und nicht deklariert“ erfasst wurden (nämlich 4.184).
Über seine Heimatstadt schrieb Ludwig Adolf Staufe-Simiginowicz ein Gedicht mit dem Titel „Sutschawa“.

### Historische Bauwerke
Bestimmte historische Gebäude aus der österreichisch-ungarischen Zeit und sogar aus der Zeit davor, überlebten den Systematisierungsprozess der 1960er Jahre im kommunistischen Rumänien. Diese befinden sich im Zentrum von Suceava. Bemerkenswerte Beispiele sind der Verwaltungspalast oder die römisch-katholische Kirche St. Johannes von Nepomuk. Darüber hinaus ist die Klosterkirche Sf. Gheorghe im Kloster Suceava eine der moldauischen Kirchen in der UNESCO-Welterbeliste.

## Wirtschaft

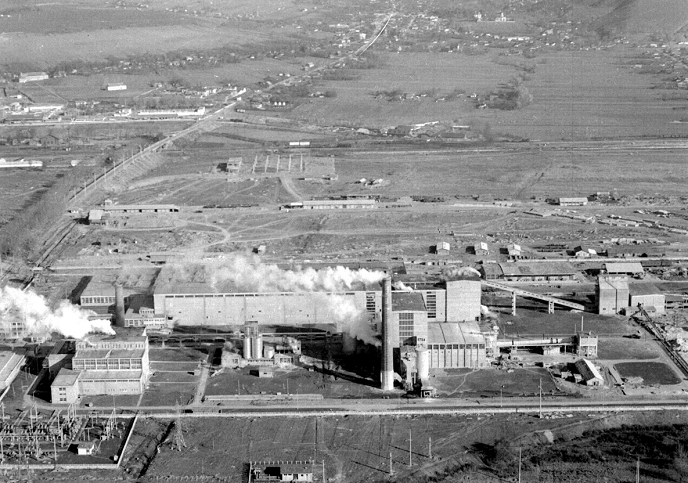
Die Industrieplattform Valea Sucevei

Suceava wurde in den 1960er Jahren stark industrialisiert und legte damit den Grundstein für die Industrieplattform Valea Sucevei im Süden des Stadtteils Burdujeni. Nach der rumänischen Revolution von 1989 erlebte Suceava eine Phase des wirtschaftlichen Niedergangs. Anfang der 2010er Jahre war Suceava die Stadt mit den meisten Einzelhandelsflächen pro Kopf in Rumänien.

## Politik und Verwaltung
Nach den Kommunalwahlen 2024 ist Vasile Rîmbu von der Sozialdemokratischen Partei (PSD) Bürgermeister von Suceava. Der Stadtrat der Stadt Suceava hat 23 Mitglieder und setzt sich wie folgt zusammen (Stand: 2024):
| Partei                                                              | Sitze |
| ------------------------------------------------------------------- | ----- |
| Partidul Social Democrat (PSD)                                      | 10    |
| Partidul Național Liberal (PNL)                                     | 6     |
| Alianța Dreapta Unită (Vereite Rechte Allianz, ADU; USR + PMP + FD) | 4     |
| Alianța pentru Unirea Românilor (AUR)                               | 3     |

## Bevölkerung
Laut der Volkszählung von 2021 hatte Suceava eine Bevölkerung von 84.322 Einwohnern. Die überwiegende Mehrheit der Einwohner sind ethnische Rumänen.

## Sport

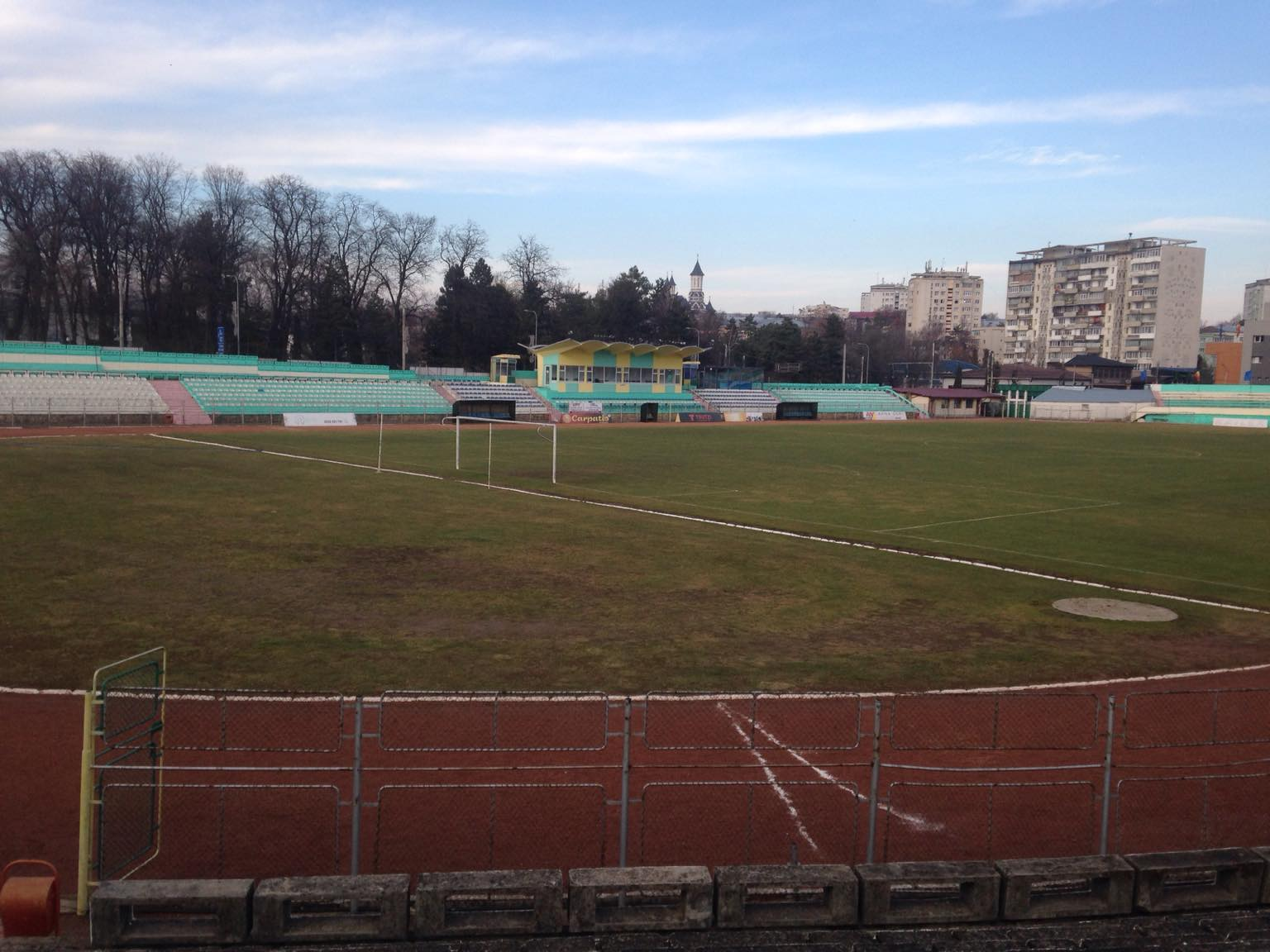
Das Stadionul Areni (2021)

Die Handballmannschaft der Stadt ist CSU Suceava. Der Fußballverein der Stadt ACS Foresta Suceava spielt in der Liga II im Areni Stadion, welches über 12.500 Sitzplätze verfügt. Der Fußballverein FC Cetatea Suceava wurde 2004 gegründet und wegen den bescheidenen Leistungen 2010 aufgelöst.

## Bildung

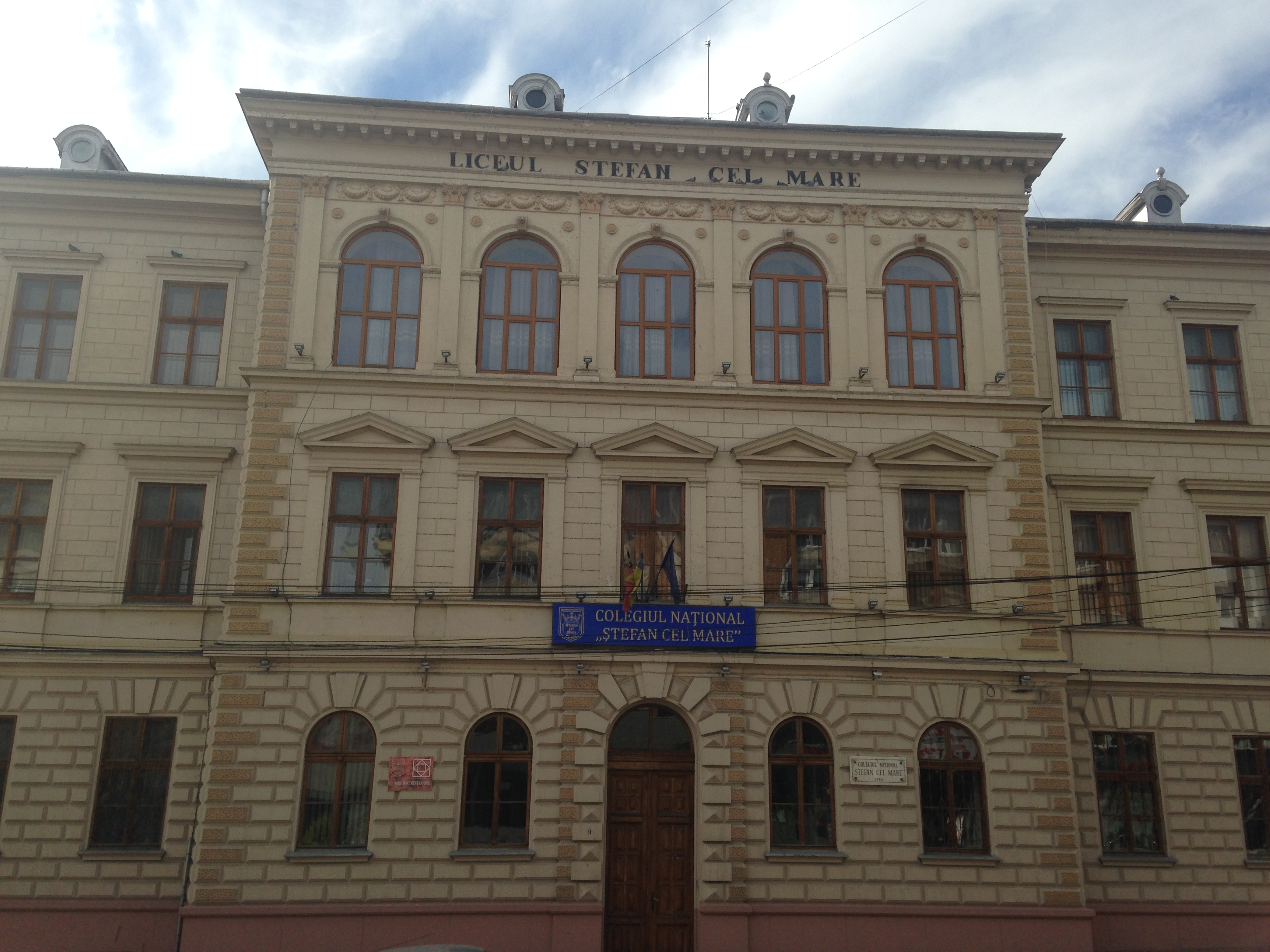
Colegiul Național „Ștefan cel Mare“ (2020)

Die wichtigsten Gymnasien in Suceava sind das Colegiul Național „Ștefan cel Mare“ (gegründet in 1860; das derzeitige Gymnasium-Gebäude wurde 1895 eingeweiht) und das Colegiul Național „Petru Rareș“. Eine weitere wichtige weiterführende Schule ist das Colegiul de Artă „Ciprian Porumbescu“, das ehemalige Mädchen Lyzeum während der österreichisch-ungarischen Zeit. Im Bereich der Hochschulbildung ist die einzige Universität der Stadt die „Ștefan cel Mare“ Universität von Suceava (USV).

## Kultur

### Museen

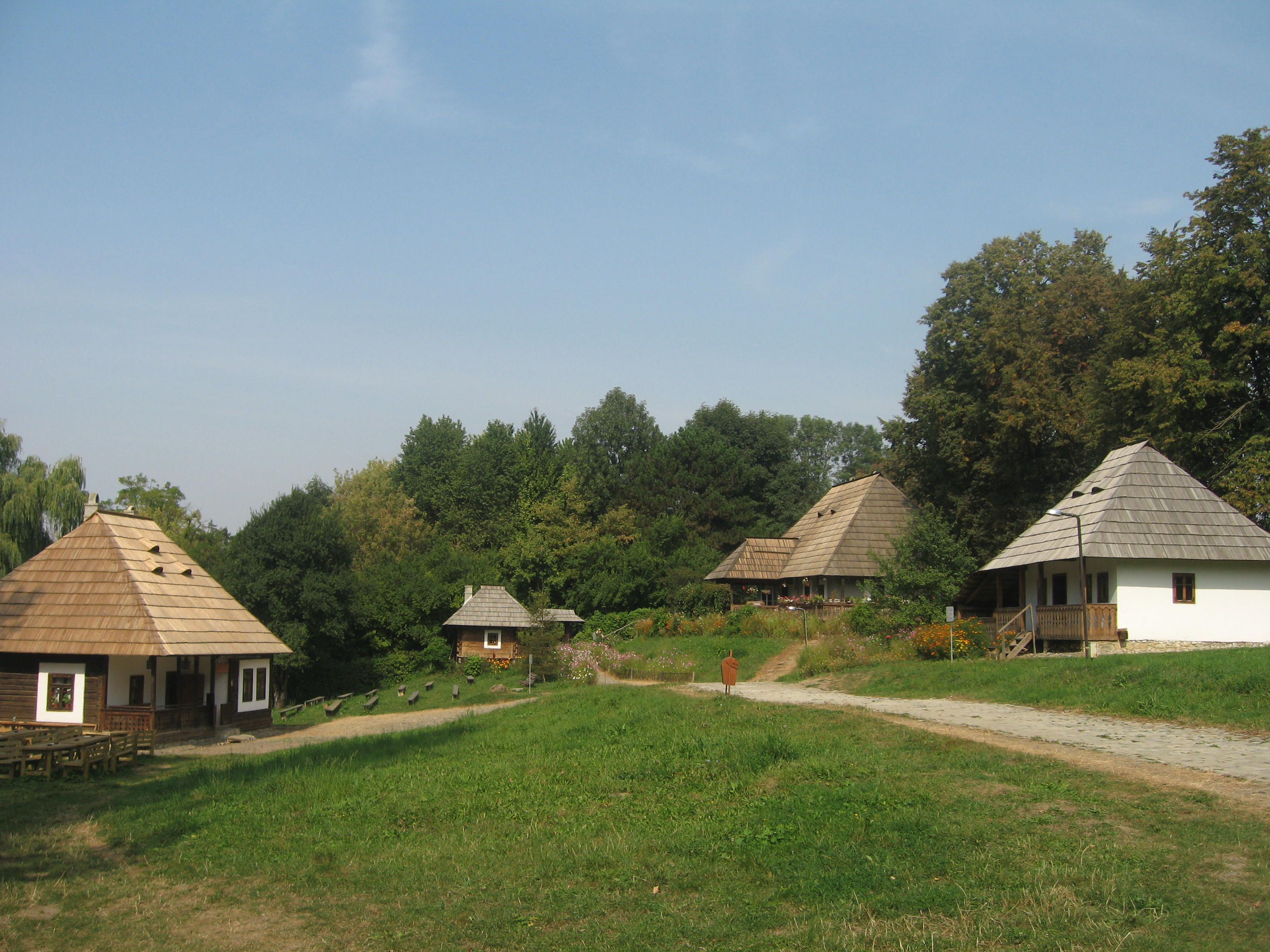
Das Dorfmuseum Muzeul Satului Bucovinean befindet sich in der Nähe der rekonstruierten mittelalterlichen Festung Suceava.

In kultureller Hinsicht verfügt die Stadt Suceava über mehrere Museen, von denen das Bukowina-Museum (Muzeul Bucovinei) das bemerkenswerteste ist. Weitere bedeutende Museen sind das Bukowina-Dorfmuseum (Muzeul Satului Bucovinean, ein Freilichtmuseum) oder das Fürstliche Gasthaus (Hanul Domnesc).

### Musikfestivals
Auf dem Plateau der Festung Suceava fanden im Laufe der Zeit mehrere Ausgaben eines thematischen Rockmusikfestivals mit dem Titel „Bucovina Rock Castle“ mit einheimischen und ausländischen Bands und Künstlern statt. Außerdem wird jedes Jahr im Sommer auf dem Plateau der Festung Suceava ein thematisches Bluesmusikfestival organisiert, das als „Suceava Blues Festival“ bekannt ist.

## Sehenswürdigkeiten
Das wichtigste historische Wahrzeichen der Stadt ist die Festung Suceava (rumänisch Cetatea de Scaun a Sucevei).
Suceava ist Zentrum der heute rumänischen Bukowina. Sie beheimatet unter anderem die 1990 gegründete Universität Suceava (USV), mehrere Museen sowie einen Flughafen. Bei den Industriebetrieben sind unter anderem die Branchen Maschinenbau, Holz und Papier vertreten.
Das Stadtbild wird unter anderem geprägt von der Burg der Moldaufürsten (15. Jahrhundert), der Mirăuți-Kirche (frühere Krönungskirche, im Kern um 1400), einer Kirche des Georgsklosters (1514/22; mit Wandmalereien von 1527/34), der Demetrius-Kirche (1534/35, Glockenturm 1561) und dem Kloster Zamca der armenischen Kolonie (1551, Kirche in moldauischer Tradition). Neben der Festung befindet sich das Muzeul Satului Bucovinean als das Museum des Bukowinadorfes.
Ein modernes Wahrzeichen der Stadt ist ein farbiger 265 Meter hoher Schornstein. Er sollte ursprünglich Bestandteil eines Kraftwerks werden und ist heute Teil eines Einkaufszentrums.

## Persönlichkeiten

### Söhne und Töchter der Stadt
- Petro Mohyla (1596–1647), orthodoxer Heiliger
- Ludwig Adolf Staufe-Simiginowicz (1832–1897), Lehrer und Dichter
- Pamfil Polonic (1858–1945), Offizier, Topograph, Kartograph, autodidaktischer Historiker und Archäologe
- Demeter von Tuschinski (1870–nach 1950), Oberlandesgerichtspräsident
- Meir Schapira (1887–1933), chassidischer Rabbiner und Rosch Jeschiwa
- Arnold Daghani (1909–1985), Maler
- Fritz Schajowicz (1911–1992), Knochenpathologe
- Victor Schlötzer (1923–1989?), Maler
- George Ostafi (1961–2019), Maler
- Norman Manea (* 1936), Schriftsteller
- Vladimir Găitan (1947–2020), Schauspieler
- Eugen J. Pentiuc (* 1955), Theologe
- Marius Babias (* 1962), Kunstkritiker
- Gabriela Tasnadi (* 1965), Mezzosopranistin und Chorleiterin
- Liliana Gafencu (* 1975), Ruderin
- Sebastian Gheorghe (* 1976), Fußballschiedsrichterassistent
- Dorin Goian (* 1980), Fußballspieler
- Lucian Goian (* 1983), Fußballspieler
- Ioan Dovalciuc (* 1984), Bobfahrer
- Alina Văcariu (* 1984), Model
- Otilia Brumă (* 1992), Pop-Sängerin
- Marius-Vasile Cozmiuc (* 1992), Ruderer
- Alin Firfirică (* 1995), Leichtathlet
- Florin Arteni (* 2001), Ruderer

### Ehrenbürger
- Wilhelm Schmidt (1817–1901), Historiker
- Karl Romstorfer (1854–1916), österreichischer k.k. Konservator
- Oktavian Regner von Bleyleben (1866–1945), österreichisch-ungarischer Verwaltungsjurist

## Städtepartnerschaften
Es bestehen Städtepartnerschaften mit:
- Bethlehem, Palästinensische Autonomiegebiete
- Czernowitz, Ukraine
- Laval, Frankreich
- Mahala, Ukraine
- Soroca, Republik Moldau
- Sosnowiec, Polen
- Yinchuan, Volksrepublik China